# Dao Vallis
Dao Vallis ist ein ehemaliger Ausflusskanal auf dem Mars im Randbereich des Vulkangebietes Hesperia Planum und des Hellas Beckens. Es ist etwa 800 km lang und wurde nach dem thailändischen Wort für „Stern“ benannt.